# Leeds
Leeds é uma cidade importante do norte da Inglaterra, faz parte do condado de West Yorkshire e está localizada próxima ao rio Aire. Tem uma população de mais de 443.247 habitantes, mas na zona urbana estima-se mais de 700.000, incluindo as vilas e povoados nos arredores que estiveram adicionados recentemente à organização administrativa de Leeds. É a terceira maior cidade da Inglaterra.  As cidades de Morley, Otley e Wetherby situam-se dentro de Leeds.

## Toponímia
A nome Leeds é uma modificação do inglês antigo Ladenses.

## História
As suas origens estão num povo rural que recebeu sua primeira permissão real para manter  um mercado em 1207. O crescimento da cidade deu-se por causa de seu comércio de lã e as suas fábricas de tecido, chegando inclusive a representar cerca da metade das exportações de lã e tecidos do país. O canal que uniu Leeds e Liverpool em 1816, e a chegada do transporte ferroviário em 1848, catalisaram o seu crescimento exponencial durante a Revolução Industrial.
São naturais desta cidade os membros da banda Kaiser Chiefs, as cantoras Corinne Bailey Rae e Mel B e, ainda, o famoso ator de cinema Peter O'Toole, Matthew Lewis que interpreta Neville Longbottom na série de filmes Harry Potter, entre outras personalidades.E foi em Leeds que Louis Le Prince rodou Roundhay Garden Scene , considerado o primeiro registro cinematográfico da história em 1888.

## Indústria e economia

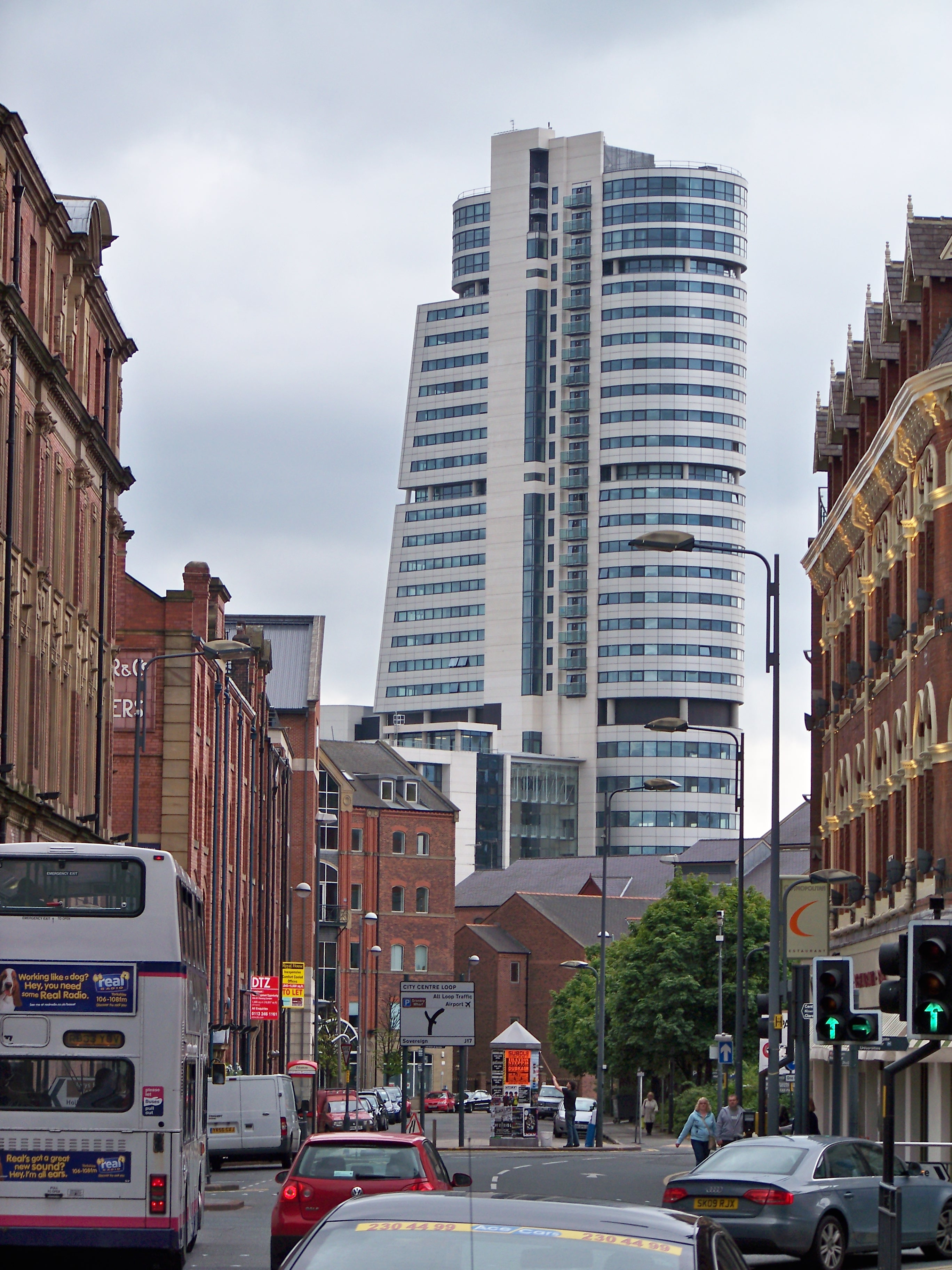
Bridgewater Place, o mais alto edifício do Yorkshire

Tradicionalmente, o Norte, Leste e o Oeste de Leeds são centros da indústria têxtil, enquanto o Sul de Leeds caracteriza-se amplamente pela engenharia pesada.
A cidade constitui-se de um importante entroncamento da rede de estradas do norte da Inglaterra, já que a M1 e a M62 se cruzam ali. O Aeroporto Internacional de Leeds Bradford oferece voos regulares para o resto do país e da Europa. Graças a estes enlaces, Leeds se tornou um ponto de distribuição, além de ser um importante centro de serviços bancários e legais.
A cidade de Leeds, hoje em dia, tem uma economia diversa, dominada pelo setor dos serviços, que vem substituindo o setor industrial.
A rede de supermercados ASDA (a segunda maior do Reino Unido) localiza-se em Leeds, como também a companhia aérea Jet2.com. A Marks and Spencer foi fundada em Leeds, mas agora está sediada em Londres. Muitos bancos e companhias de seguros têm escritórios em Leeds. O First Direct (parte do grupo HSBC) tem a sua sede na zona Stourton da cidade, enquanto o HBOS, Norwich Union e Lloyds TSB têm escritórios na cidade.
Como muitas outras cidades e vilas em todo o Yorkshire, Leeds tem muitos centros de chamadas. No entanto, alguns foram encerrados e se mudaram para a Ásia, onde a mão de obra é mais barata.

## Transportes

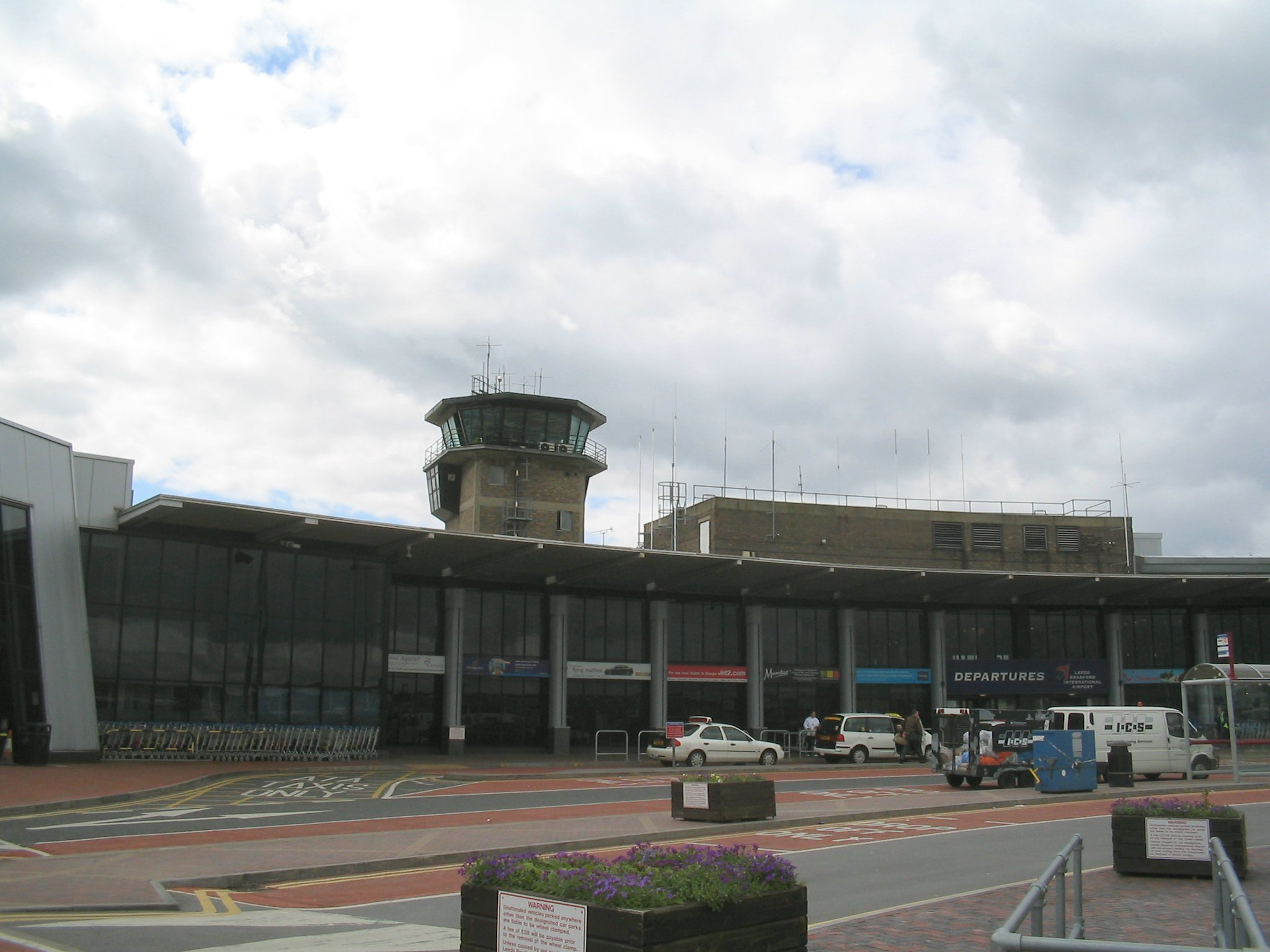
Aeroporto Internacional de Leeds Bradford

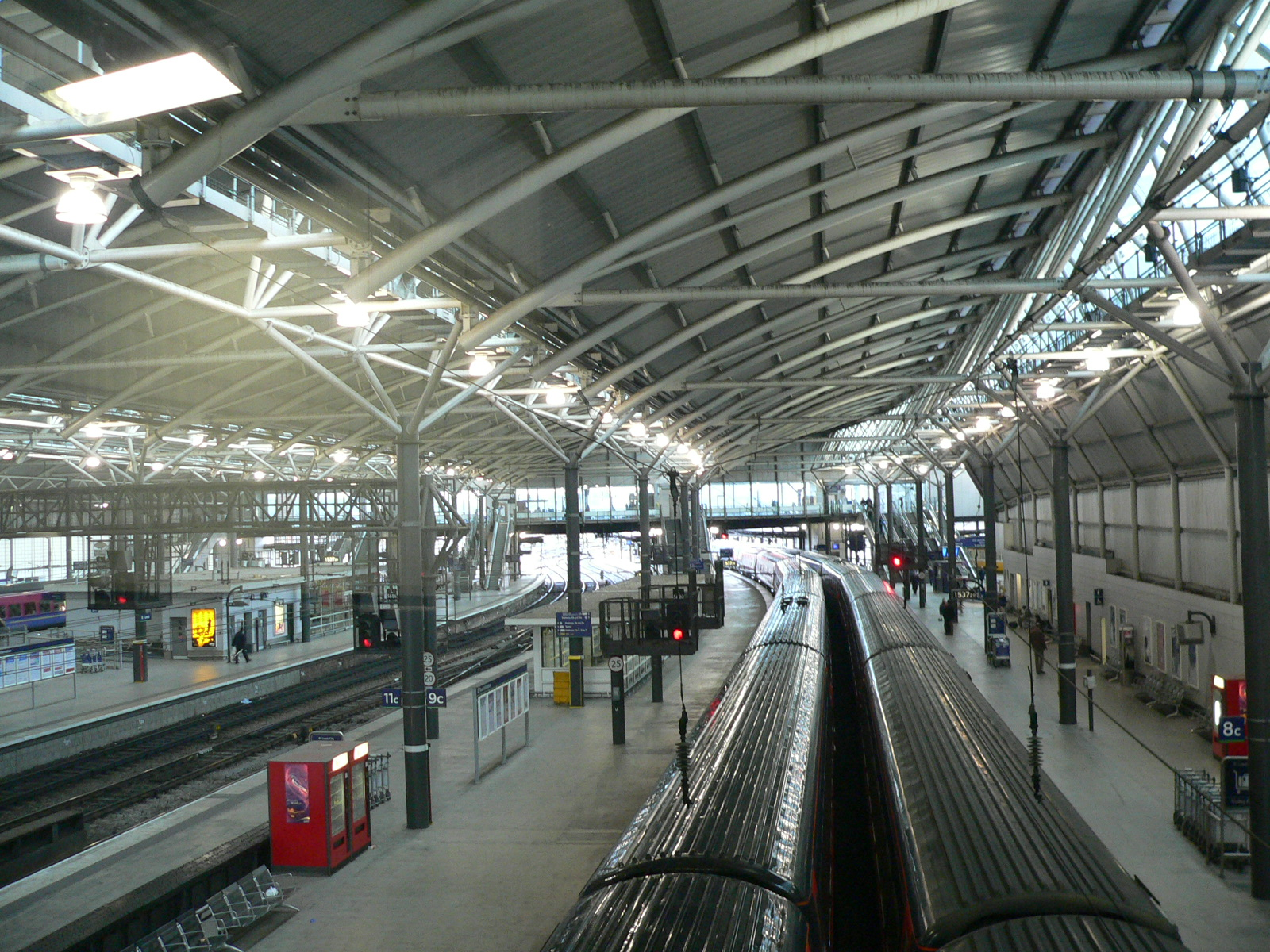
Estação ferroviária

No século XIX, com a expansão das indústrias em Leeds, a cidade foi tomada por nuvens de poluição, o que levou habitantes a buscar moradias nas cidades da região metropolitana, como Headingley e Meanwood. Devido às mudanças, a cidade teve que desenvolver um rico sistema de transporte público, baseado, especialmente, em ônibus e trens.
A cidade é servida pelo Aeroporto Internacional de Leeds Bradford, que tem cerca de rotas do Reino Unido, Europa e para o E.U.A. e Paquistão.  Existe também um principal estação ferroviária com comboios locais, bem como rotas para Londres, Manchester, Birmingham, Bristol, Newcastle upon Tyne, Edimburgo e Glasgow.  Leeds é a maior cidade da Europa sem massa trânsito.  O governo cancelou a proposta de Leeds Supertram depois de os custos terem fugido ao controle. Um sistema de trólei está agora a ser considerado.  A cidade está conectada através pela M1 e M62, e tem a sua própria autoestrada e vias rápidas dentro da cidade, como o M621 e os Leeds Inner Ring Road (A58 (M) e A64 (M)).  A principal estação ferroviária da cidade foi reconstruída em 2002 e principalmente agora é um dos maiores do Reino Unido.

## Desportos

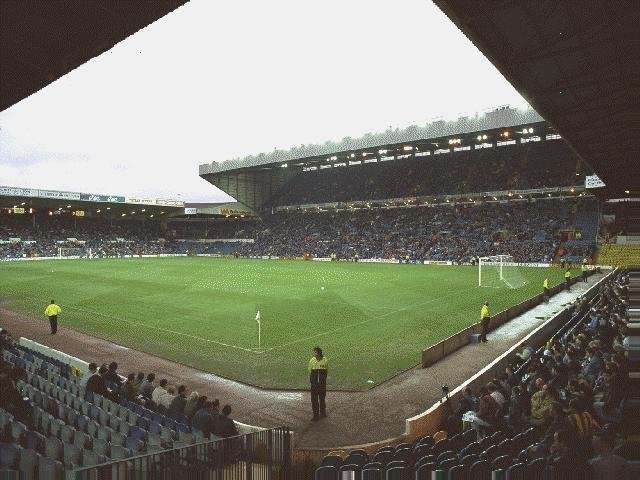
Elland Road

Leeds tem várias equipes desportivas profissionais. No futebol, há o time do Leeds United e o Farsley Celtic. Na Rugby League, há os times do Leeds Rhinos e Hunslet Hawks e em Rugby Union, Leeds Carnegie. Yorkshire County Cricket Club também jogam na cidade.

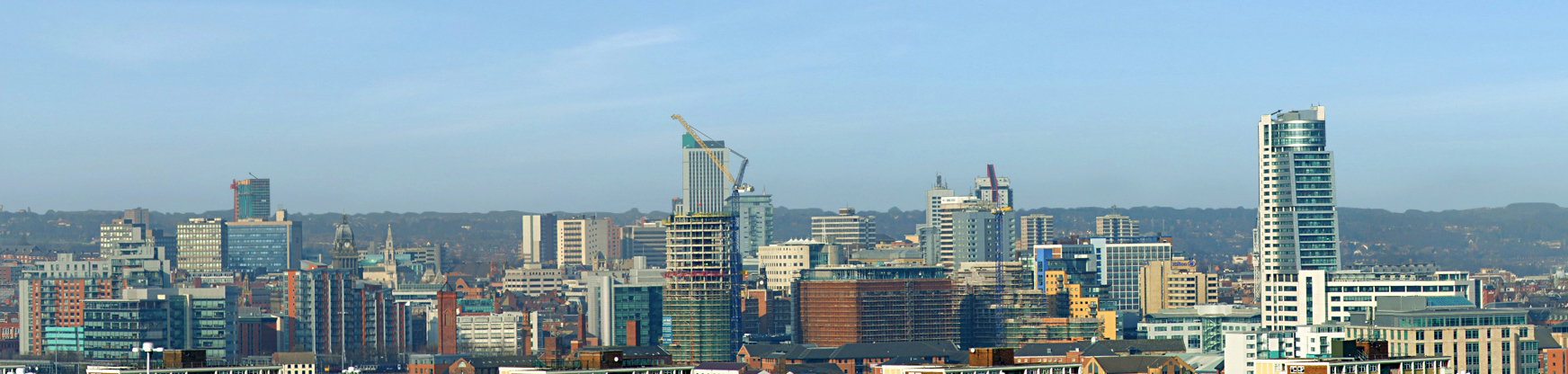
Leeds